# Alvendre

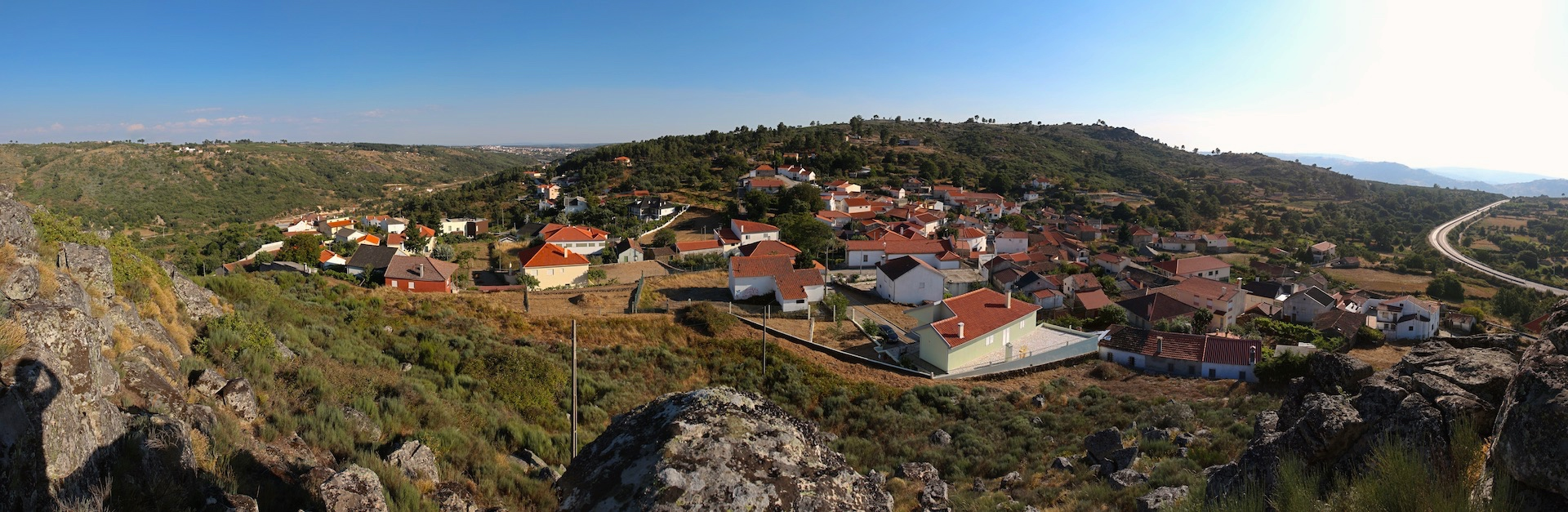
Vista panorâmica de Alvendre em agosto de 2014

Alvendre é uma povoação portuguesa sede da Freguesia de Alvendre do Município da Guarda, freguesia com 12,94 km² de área e 186 habitantes (censo de 2021), tendo, por isso, uma densidade populacional de 14,4 hab./km².
A esta freguesia pertencem os lugares de: 
- Alvendre
- Quinta da Umbelina
- Quinta dos Atoleiros

## Demografia
A população registada nos censos foi:
| Distribuição da População por Grupos Etários | Distribuição da População por Grupos Etários | Distribuição da População por Grupos Etários | Distribuição da População por Grupos Etários | Distribuição da População por Grupos Etários |
| -------------------------------------------- | -------------------------------------------- | -------------------------------------------- | -------------------------------------------- | -------------------------------------------- |
| Ano                                          | 0-14 Anos                                    | 15-24 Anos                                   | 25-64 Anos                                   | > 65 Anos                                    |
| 2001                                         | 32                                           | 26                                           | 107                                          | 66                                           |
| 2011                                         | 18                                           | 29                                           | 101                                          | 62                                           |
| 2021                                         | 18                                           | 16                                           | 106                                          | 46                                           |

## Património
- Igreja Matriz de Alvendre
- Capela de São Sebastião